# Aegolipton mizunumai
Aegolipton mizunumai là một loài bọ cánh cứng trong họ Cerambycidae.